# Villa Fragonard
Pour les articles homonymes, voir Musée Fragonard.
La Villa Fragonard est une villa construite aux XVIIe siècle et XVIIIe siècle située à Grasse, en France.
Elle héberge le musée Jean-Honoré-Fragonard qui possède le label Musée de France depuis 2002.

## Localisation
La villa Fragonard se situe dans le cœur historique de Grasse, boulevard Fragonard.

## Description

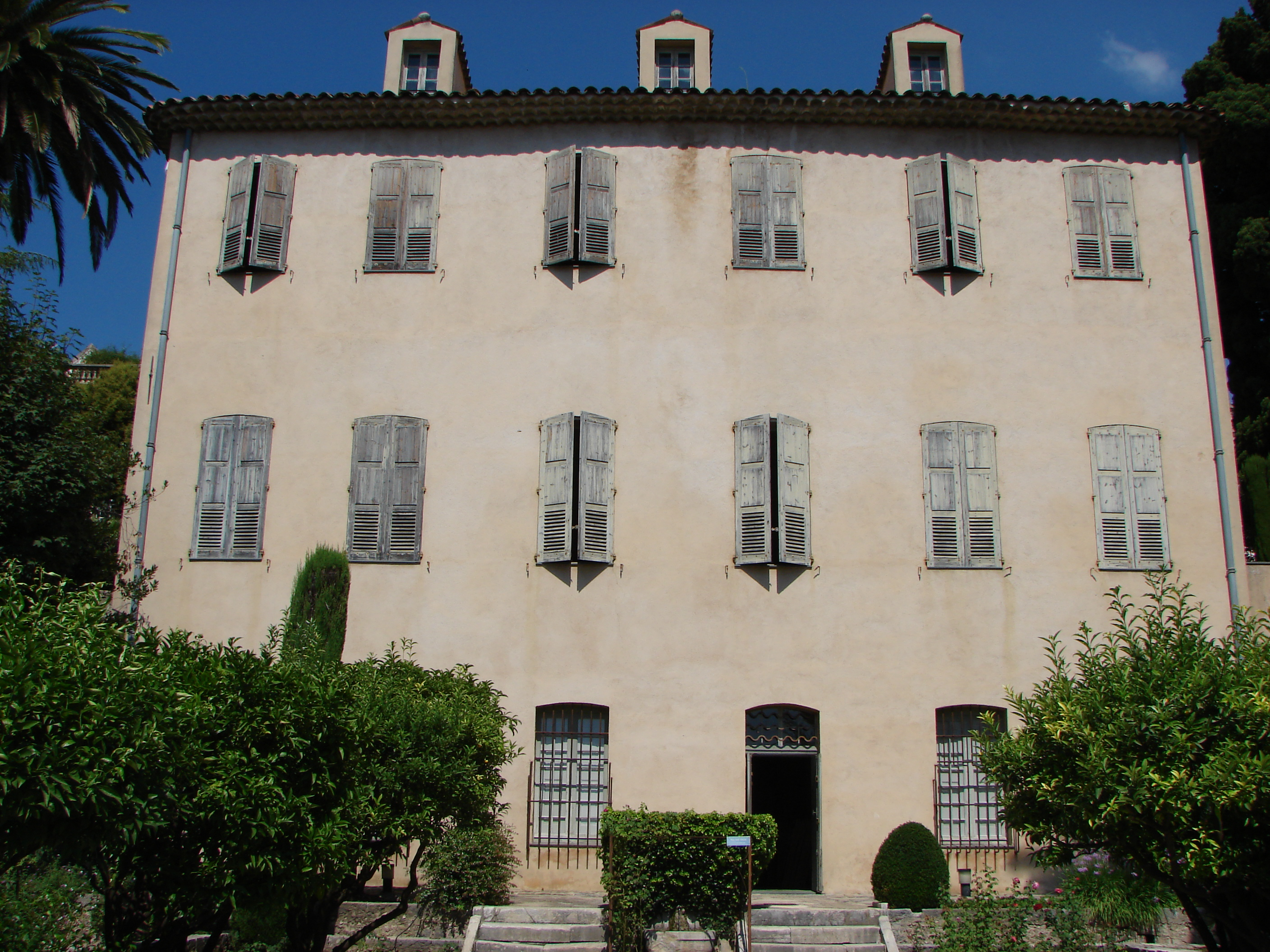
Façade sur jardin.

## Histoire
Elle a été habitée par le peintre Jean-Honoré Fragonard.
Elle devient la propriété de la famille de Blic, qui en fait don à la commune au XXe siècle.
La cage d'escalier décorée de peintures murales fait l'objet d'un classement au titre des monuments historiques par arrêté du 6 mars 1957. Le reste de la villa, incluant le sol du jardin, est inscrit au titre des monuments historiques par arrêté du 14 décembre 1989.

## Collections
- Alexandre-Évariste Fragonard :

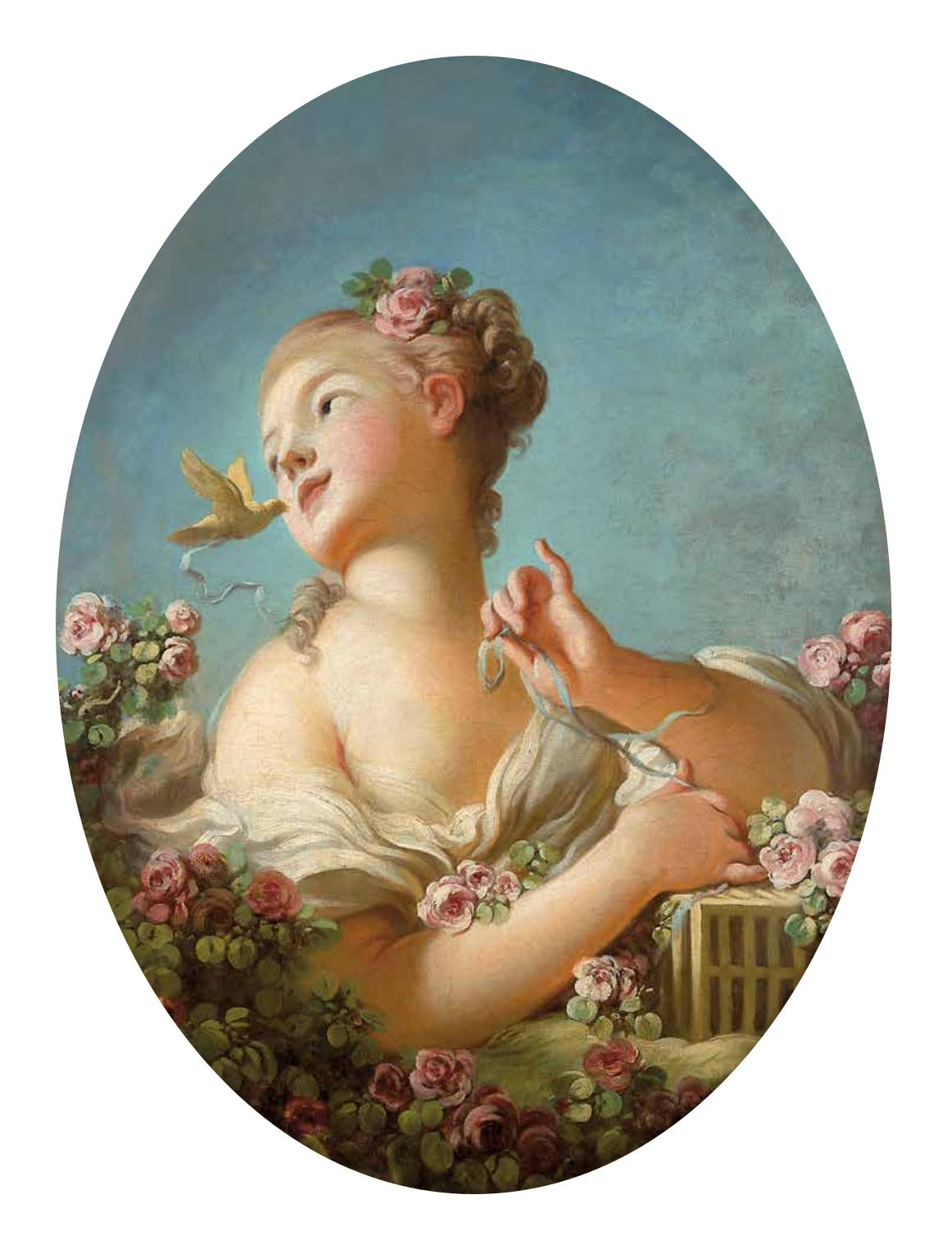
Jeune Fille délivrant un oiseau de sa cage, par Jean-Honoré Fragonard.

  - Raphaël rectifiant la pose de son modèle (vers 1820)
  - Marie-Thérèse présentant son fils aux Hongrois
- Jean-Honoré Fragonard :
  - Paysage. Les Laveuses (1768)
  - Jeune Fille délivrant un oiseau de sa cage (1770-1775)
  - Le Troupeau (1775)
  - Le Serment d'amour (1780)
  - L'Oiseau chéri (vers 1785)
  - Portrait d'enfant (1786-1788)
  - Portrait dit du peintre dans sa vieillesse (1800-1806)
  - Les Trois Grâces
- Marguerite Gérard :
  - Quatre personnages dont une femme chantant dans un parc (vers 1795)
  - Portrait de Henri Gérard, frère de Marguerite Gérard (1799)
  - Portrait de Madame Gérard, épouse de Henri Gérard (1799)
  - La Lecture de la Bible, d'après Greuze
  - Portrait de Marie-Anne Gérard (1745-1823), épouse du peintre Jean-Honoré Fragonard et soeur de Marguerite Gérard
  - Tête d'enfant blond (Évariste Fragonard)